# Tayikistán en los Juegos Olímpicos de París 2024
Tayikistán estuvo representado en los Juegos Olímpicos de París 2024 por trece deportistas, once hombres y tres mujeres, que compitieron en seis deportes.
Los portadores de la bandera en la ceremonia de apertura fueron el judoka Temur Rajimov y la boxeadora Mijgona Samadova.

## Medallistas
El equipo olímpico tayiko obtuvo las siguientes medallas:
| Nombre            | Deporte | Competición |
| ----------------- | ------- | ----------- |
| Oro               |         |             |
| —                 |         |             |
| Plata             |         |             |
| —                 |         |             |
| Bronce            |         |             |
| Davlat Boltayev   | Boxeo   | 92 kg M     |
| Somon Majmadbekov | Judo    | –81 kg M    |
| Temur Rajimov     | Judo    | +100 kg M   |